# Kirkuk

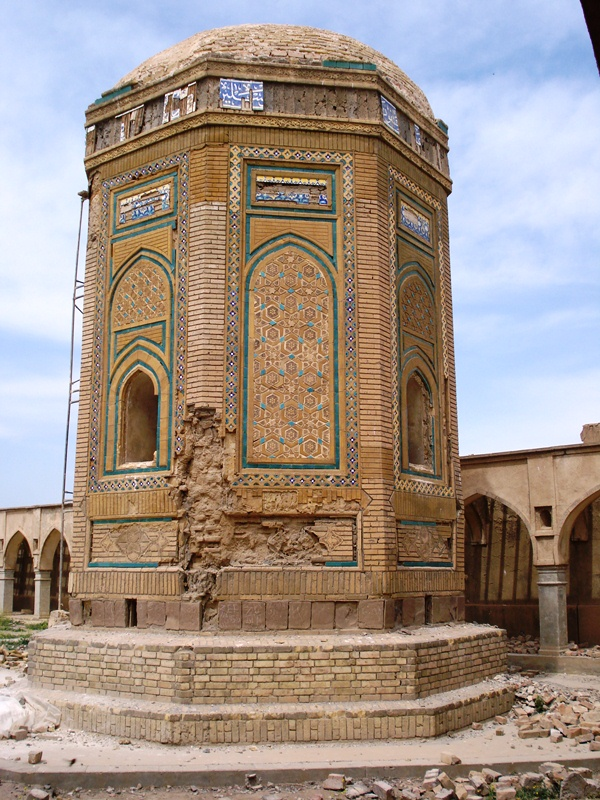
Gok Kunbet

Kirkuk (arab. كركوك) – miasto w północnym Iraku, w Kurdystanie, na zachodnim pogórzu Gór Kurdystańskich, ośrodek administracyjny muhafazy At-Tamim. Około 755,7 tys. mieszkańców.
Miasto Kirkuk i otaczające je roponośne obszary stanowią od dziesięcioleci przedmiot kurdyjskich roszczeń terytorialnych. W latach 30. XX wieku rozpoczęła się stymulowana przez władze centralne migracja ludności arabskiej na zamieszkane przez Kurdów i chrześcijan tereny wokół miasta. Napływ Arabów związany był przede wszystkim z odkryciem ropy naftowej w Kirkuku w 1927 roku i realizacją rządowego projektu irygacji równiny Hawidża. Spośród potomków pierwszych arabskich osadników sprowadzonych w tamtym czasie do Kirkuku (wielu z nich należało do koczowniczego plemienia al-Ubajd) reżim partii Baas rekrutował w latach 60. członków prorządowych, paramilitarnych grup zwanych „Rycerzami Chalida ibn Walida”, których głównych zajęciem było terroryzowanie okolicznych wsi kurdyjskich.
Według spisu mieszkańców z 1957 roku, w którym posłużono się cezurą języka ojczystego, Kurdowie stanowili 48,3% mieszkańców regionu Kirkuku, Arabowie 28,2%, a Turkmeni 21,4%, resztę stanowili Asyryjczycy, Chaldejczycy i inni (m.in. Ormianie i Żydzi). W latach 60. rządząca partia Baas zainicjowała kampanię arabizacji w północnym Iraku, której celem była konsolidacja rządowej kontroli nad cennymi zasobami ropy naftowej i żyznymi ziemiami znajdującymi się wokół Kirkuku. Kampania mająca przyczynić się do zwiększenia udziału ludności arabskiej w populacji Kirkuku została zintensyfikowana w połowie następnej dekady. Na mocy reformy administracyjnej z 1974 roku prowincja (arab. muhafaza) Kirkuk zmieniła dotychczasowe granice i została podzielona na dwie części. Na obszarze wokół miasta stworzono nową muhafazę, który przemianowano na at-Ta’mim (dosłownie „nacjonalizacja”); pozostałą część włączono natomiast do muhafazie Salah ad-Din. Muhafaza at-Ta’mim, które obejmuje obszar o powierzchni 9,4 tys. km², było w 1976 roku zamieszkane przez 439 tys. osób i posiadało wyższą gęstość zaludnienia (46,6 os./km²) niż każda z trzech muhafaz tworzących Autonomiczny Region Kurdyjski.
Nowy rozdział w historii miasta i relacji pomiędzy jego mieszkańcami wyznacza kurdyjska rebelia w 1991 roku, w której następstwie tysiące kurdyjskich rodzin z Kirkuku zostało zmuszonych do ucieczki na północ. Niewielu z nich zdołało wrócić do swych domostw, chroniąc się w obozach dla uchodźców na obszarach kontrolowanych przez oddziały Peszmergów. Po wydarzeniach z marca 1991 roku rząd iracki nie tylko nie zezwolił na powrót do Kirkuku uchodźców, ale kontynuował wysiedlanie jego mieszkańców należących do mniejszości kurdyjskiej, turkmeńskiej i asyryjskiej.
Podczas trwającej w czerwcu 2014 roku ofensywy sunnickich dżihadystów z ugrupowania Islamskie Państwo Iraku i Lewantu, miasto zajęli – nie dopuszczając do opanowania go przez ISIS – kurdyjscy peszmergowie z Regionu Kurdyjskiego. W następnym miesiącu Kurdowie opanowali natomiast leżące wokół miasta pola naftowe o wydajności 400.000 baryłek dziennie.
W 2016 roku Kurdowie rozpoczęli w okolicach Dżalauli i Kirkuku kopanie szerokiego na 3 metry i głębokiego na 2 rowu. Planowo ma on ciągnąć się od miasta Rabia na północy Iraku do Chanakin w pobliżu granicy z Iranem, na długości kilkuset kilometrów. Ma stanowić linię obrony przed Państwem Islamskim, w szczególności używanymi przez nich samochodami-pułapkami. Projekt spotkał się ze zdecydowanym potępieniem żyjących w regionie Turkmenów, którzy uważają go za początek podziału kraju.
We wrześniu 2017 mieszkańcy Kirkuku mieli możliwość wzięcia udziału w referendum niepodległościowym w Kurdystanie, mimo że samo miasto formalnie nie należy do Irackiego Kurdystanu. Według źródeł kurdyjskich 78,7% uprawnionych wzięło udział w głosowaniu. W odpowiedzi, około trzy tygodnie później, centralny rząd iracki dał bojownikom kurdyjskim ultimatum na opuszczenie miasta. Następnie 16 października wojska irackie oraz Siły Mobilizacji Ludowej, po krótkotrwałych starciach na przedpolu miasta, wkroczyły i praktycznie bez walki przejęły kontrolę nad Kirkukiem.
W mieście znajduje się port lotniczy Kirkuk.
W mieście rozwinął się przemysł spożywczy, tytoniowy, rafineryjny oraz materiałów budowlanych.